# Morād Jān
Morād Jān (persiska: مُرادجانِ چُواری, مَرجان, مُراد جان, مَراجان, مرادجان, Morādjān-e Chovārī) är en ort i Iran.   Den ligger i provinsen Lorestan, i den nordvästra delen av landet, 400 km sydväst om huvudstaden Teheran. Morād Jān ligger 1 922 meter över havet och antalet invånare är 739.
Terrängen runt Morād Jān är varierad, och sluttar söderut.Runt Morād Jān är det ganska tätbefolkat, med 56 invånare per kvadratkilometer. Närmaste större samhälle är Nūrābād, 13,8 km söder om Morād Jān. Trakten runt Morād Jān består i huvudsak av gräsmarker.